# Larry O’Brien NBA Championship Trophy
Larry O’Brien NBA Championship Trophy – puchar przyznawany każdej drużynie występującej w rozgrywkach National Basketball Association (NBA), która wygra finały NBA, zdobywając tym samym tytuł mistrza NBA.
Obecne trofeum powstało w 1977, zastępując swojego poprzednika – Walter A. Brown Trophy. Nazwa nowego pucharu początkowo nie została zmieniona. Zmieniono ją przy okazji finału rozgrywek ligowych w 1984. Wówczas trofeum nazwano imieniem byłego komisarza ligi, Larry'ego O’Briena, który pełnił tę funkcję od 1975 do 1983, a w latach 1965–1968, w czasie rządów prezydenta Lyndona B. Johnsona, sprawował urząd poczmistrza generalnego Stanów Zjednoczonych.

## Opis
Puchar jest wykonany z 16 funtów standardowego srebra i pokryty 24-karatową złotą powłoką. Ma dwie stopy (60,96 cm) wysokości. Swoim dynamicznym wyglądem ma przypominać piłkę do koszykówki wpadającą do kosza. Piłka ma 9 cali średnicy, czyli dokładnie takie same wymiary, jak oficjalna piłka, którą rozgrywa się mecze NBA. 
Wartość nominalna trofeum wyceniana jest na 13500 dolarów amerykańskich. Zostało zaprojektowane przez firmę Tiffany & Co., która corocznie wykonuje je ręcznie. Każda drużyna, która zdobędzie mistrzostwo NBA otrzymuje kopię pucharu na własność. Rok zdobycia tytułu i nazwa drużyny są grawerowane na pucharze, który często jest umieszczany w dostępnym dla kibiców miejscu w hali danej drużyny.

## Promocja

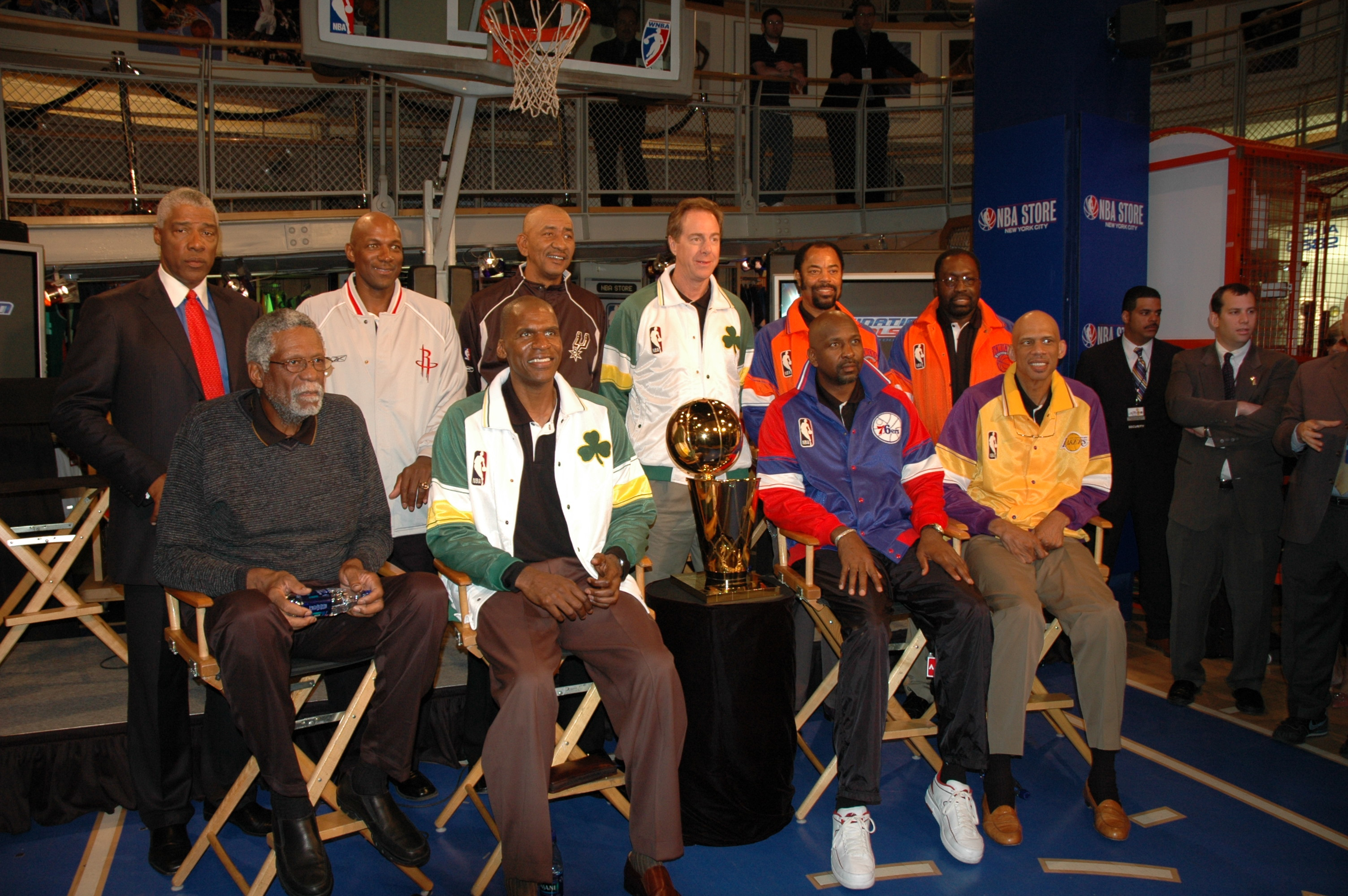
Larry O’Brien NBA Championship Trophy pokazywany podczas NBA Legends Tour w roku 2005 w sklepie NBA Store w Nowym Jorku

Pomimo tego, że Larry O’Brien NBA Championship Trophy jest często porównywany z Pucharem Stanleya przyznawanym za zdobycie mistrzostwa NHL, to nigdy nie był tak znany, jak on. Aby zmniejszyć tę dysproporcję NBA w ostatnich latach rozpoczęła aktywną kampanię promocyjną, mającą na celu zwiększenie rozpoznawalności i podniesienie statusu tego trofeum.
Po wygraniu przez Detroit Pistons finałów NBA w 2004 puchar odbył podróż przez stan Michigan, co było pierwszym takim wydarzeniem w jego historii. 
W 2005, w Nowym Jorku rozpoczęto NBA Legends Tour. Jako część tej trasy promującej NBA, w której brali udział byli zawodnicy ligi, Larry O’Brien NBA Championship Trophy był pokazywany w różnych miejscowościach (łącznie z tymi, w których rozgrywane były mecze fazy play-off), gdzie kibice mogli zrobić sobie z nim zdjęcie. Puchar był eskortowany przez wielu byłych zawodników, między innymi Juliusa Ervinga, Kareema Abdul-Jabbara i Billa Russella. 
W maju 2007 NBA otworzyła swoją siedzibę w grze internetowej Second Life. Od tego momentu kibice grający w Second Life mogą zrobić swoim postaciom zdjęcie z trofeum w wirtualnym pomieszczeniu o nazwie Toyota Larry O’Brien Trophy Room.
W odróżnieniu od Pucharu Stanleya, w przypadku Larry O’Brien NBA Championship Trophy nie ma stałej tradycji przekazywania pucharu po zdobycia mistrzostwa przez klub każdemu z członków zwycięskiej drużyny z osobna na okres 3 dni. Część klubów jednak stosuje takie rozwiązanie, wzorowane na hokejowej tradycji.

## Zdobywcy
Larry O’Brien NBA Championship Trophy powstał w 1977, a pierwszym zespołem, który go zdobył był klub Portland Trail Blazers, który w tym samym roku został mistrzem NBA. Każdy kolejny mistrz NBA otrzymywał na własność kopię nowego pucharu, a także do zakończenia kolejnego sezonu, oryginalny, przechodni Walter A. Brown Trophy. Taki stan rzeczy utrzymywał się do 1983. Boston Celtics był pierwszym klubem, który otrzymał tylko kopię nowego pucharu. Miało to miejsce w 1984, gdy zespół ten w finale pokonał 4–3 Los Angeles Lakers.
Los Angeles Lakers zdobył to trofeum osiem, Chicago Bulls sześć, a San Antonio Spurs pięć razy. Detroit Pistons, Boston Celtics, Miami Heat i Golden State Warriors zdobywały to trofeum trzykrotnie, a Houston Rockets dwa razy. Aktualnym posiadaczem pucharu jest klub Toronto Raptors, który zdobył tytuł w 2019.